# Catarina de Valois-Courtenay
Catarina II ou Catarina de Valois-Courtenay (Fontainebleau, c. 1302 – Nápoles, outubro de 1346) foi a imperatriz latina de Constinopla de 1307 a 1346, embora vivesse no exílio e apenas detivesse autoridade sobre os estados cruzados na Grécia, chamados de Latinocracia. Ela também foi rainha consorte da Albânia, princesa de Tarento e da Acaia como esposa de Filipe I de Tarento. Durante a maioridade do filho mais velho, Roberto, foi regente do principado da Acaia e Tarento, e do despostado da România. De 1332 a 1341, foi governadora da Cefalônia.

## Família
Catarina era a filha primogênita de Carlos de Valois e de Catarina I, Imperatriz Latina de Constantinopla, sua segunda esposa.
Os seus avós paternos eram o rei Filipe III de França e a infanta Isabel de Aragão. Os seus avós maternos eram o imperador Filipe de Courtenay e Beatriz da Sicília.
Ela teve três irmãos mais novos: Joana, esposa de Roberto III de Artésia, João, que morreu jovem, e Isabel, abadessa de Fontevraud. Por parte do primeiro casamento do pai com Margarida, Condessa de Anjou, teve seis meio-irmãos, entre eles o rei Filipe VI de França e Joana de Valois, Condessa de Hainaut. Já por parte do terceiro e último casamento de Carlois, teve quatro meio-irmãos.

## Biografia
Após a morte da mãe, em 11 de outubro de 1307, Catarina tornou-se sua sucessora na reivindicação ao trono latino. No entanto, como ainda era criança, ela permaneceu sob a guarda do pai, quem cuidou da reinvindicação da filha até sua morte, em 1325.
Em 15 de abril de 1303, na cidade de Sens, Catarina ficou noiva de Hugo, futuro duque da Borgonha, com a dispensa papal tendo sido providenciada em 3 de junho de 1307. No entanto, em 6 de abril de 1312, o noivado foi renunciado por motivo de doença de uma das partes.
Em julho de 1313, ela se casou com Filipe I de Tarento, rei da Albânia, filho do rei Carlos II de Nápoles e de Maria da Hungria, além de irmão mais novo de Roberto I de Nápoles. Catarina foi a sua segunda esposa, tendo ele sido casado, anteriormente, com Tamara Angelina Comnena, que morreu em 1311, com quem teve seis filhos. O marido dela tornou-se, então, imperador titular, em nome da esposa (jure uxoris). 

### Na corte napolitana e regência na Grécia
Catarina era uma figura influente na corte napolitana, sendo que a corte da imperatriz era mais terrena do que a corte religiosa do cunhado, Roberto I, e de sua esposa devota, Sancha de Maiorca. Como esposa de Filipe I, ela era tia da sucessora de Roberto, Joana I. 
Durante o reinado de Joana, Catarina esteve envolvido em intrigas. Ela se opôs ao casamento da irmã mais nova de Joana, Maria da Calábria, com Carlos, Duque de Durazzo, pois Maria era a herdeira presuntiva ao trono, e os Durazzo eram rivais da família de Catarina. Como indenização, a imperatriz e sua família receberam um valor do tesouro real. 
Em dezembro de 1332, o marido de Catarina faleceu. Em 1333, o primogênito do casal, Roberto, recebeu o Principado da Acaia por meio de um acordo com o tio dele, João, Duque de Durazzo. Porém, como ele tinha apenas 13 anos, e era considerado muito jovem para governar, Catarina tornou-se sua co-governante. Além de Acaia, o primogênito da imperatriz também sucedeu como déspota da România e príncipe de Tarento, territórios os quais também foram governados por Catarina.

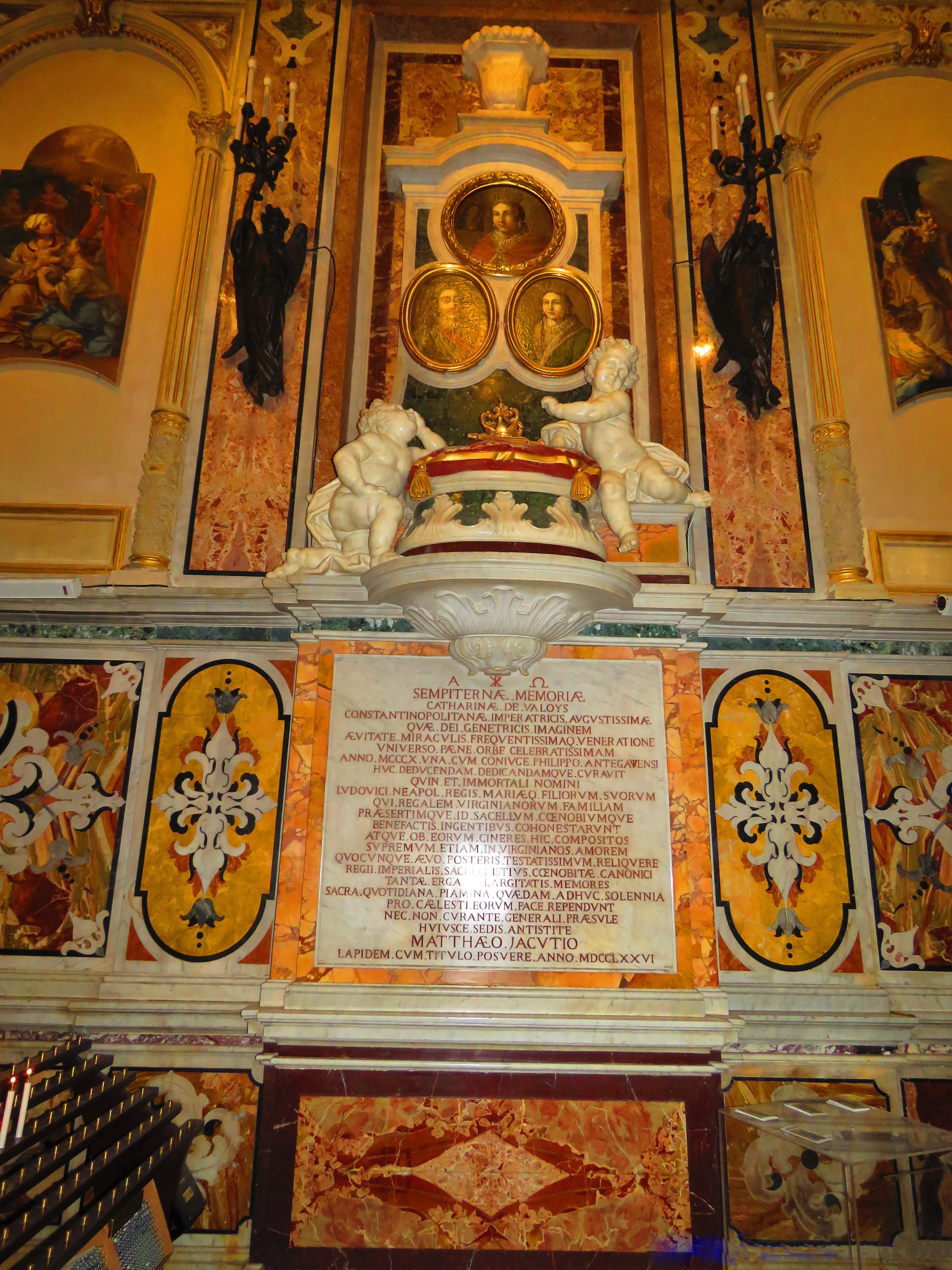
Tumba e memorial da imperatriz no Santuário de Montevergine, parte da Abadia.

No começo, ela reinou através de representantes administrativos nomeados, porém, no verão de 1338, a imperatriz reuniu uma frota e partiu para Acaia junto com a família e comitiva. Como regente, ela participou ativamente do governo. Ela deu refúgio para Nicéforo II Orsini do Despotado do Epiro, e apoiou-o na sua tentativa de reivindicar o Epiro contra o imperador bizantino, Andrónico III Paleólogo. Quando Roberto atingiu a maioridade em 1341, Catarina se retirou do governo. Ela passou, então, a governar a Cafalônia até o final de sua vida.
Há a possibilidade de que ela estivesse envolvida no assassinato do primeiro marido da rainha Joana, André da Hungria, em 1345. Catarina procurou um novo marido para a sobrinha dentre os seus primos de Tarento. Ela apoiou o filho mais novo, Luís (futuro rei como sucessor de Joana), contra o primogênito, Roberto. Ela também deu abrigo à Carlos de Artésia, um filho bastardo de Roberto I, e ao filho dele, Bertrando, suspeitos de cumplicidade. Quando lhe foi exigido que os entregasse, ela se recusou e disse que os puniria ela mesma, caso fossem culpados.
Catarina faleceu em outubro de 1346, em Nápoles, quando tinha por volta de 44 anos. O seu funeral foi organizado pela rainha Joana na Igreja de São Domingos Maior, contudo, ela foi sepultada na Abadia territorial de Montevergine, onde, mais tarde, seu filho, Luís, também seria enterrado.

## Descendência
- Roberto II, Imperador Latino (início do inverno de 1326 – 10 de setembro de 1364), sucessor da mãe e do pai. Foi casado com Maria de Bourbon, de quem foi o segundo marido, mas não teve filhos;
- Luís I de Nápoles (1327/28 – 25 de maio de 1362), foi rei de Nápoles em direito da esposa, sua prima Joana I, de quem foi o segundo marido. Eles tiveram duas filhas que morreram jovens, e Luís também teve duas filhas ilegítimas;
- Filipe III, Imperador Latino (1329 – 25 de novembro de 1374), sucessor do irmão. Foi o terceiro marido da prima, Maria da Calábria, com quem teve cinco filhos que morreram jovens. Após a morte dela, se casou com Isabel da Eslavônia, com quem teve um filho, que também faleceu jovem;
- Margarida de Tarento (m. 1380), sucessora do irmão como imperatriz titular. O seu primeiro marido, possivelmente, foi Eduardo Balliol,[9] pretendente ao trono escocês; se o casamento realmente ocorreu, não resultou em filhos e foi anulado antes de Eduardo reivindicar o trono.[10] Ela foi a segunda esposa de Francisco del Balzo, com quem teve dois filhos.